# ست الشام
فاطِمَةُ خاتون بنت نجم الدين أبي الشكر أيوب بن شاذي بن مروان، الملقبة بـ سِتُّ الشّامِ (ق6هـ/12م) أخت صلاح الدين الأيوبي. وهي زوجة ناصر الدين بن أسد الدين شيركوه صاحب حمص، يخطئ بعض المؤرخون باسمها فيسمونها زمرد.لقب أبوها بالملك الأفضل حيث كان يعمل مع أخيه أسد الدين شيركوه في خدمة نور الدين زنكي بمرتبة وزراء.
تزوجت من عمر بن لاجين ويبدو أنه مات في فترة زواجهما الأولى، ثم تزوجت من محمد بن شيركوه فهو من أبناء عمها وكان صاحب مدينة حمص.

## إخوتها
- نور الدين شاهنشاه (ت. 1148)
- صلاح الدين يوسف (1137–1193)
- الملك العادل سيف الدين أبو بكر أحمد (1145–1218)
- الملك المعظم شمس الدولة توران شاه (ت. 1181)
- تاج الملوك أبو سعيد بوري (ت. 1184)
- الملك العزيز سيف الإسلام طغتكين (ت. 1197)
- ربيعة بنت أيوب
- عدد غير معروف من البنات

ذكرابن كثير في تاريخه أن واقفة المدرستين الشامية البرانية والشامية الجوانية هي الخاتون الجليلة ست الشام بنت نجم الدين أيوب، وهي أخت الملوك وعمة أولادهم وأم الملوك وكان لها من الملوك المحارم خمسة وثلاثون ملكاً.

## أعمالها
كان زمرد تقطن في بيت كبير في دمشق مقابل البيمارستان النوري الذي جعلته مقصداً وملاذاً للخائفين من بطش الإفرنج رجالاً ونساء وكانت تقدم الصدقات لكل محتاج وتغدق في عطائها عليهم وقد ألف ابن قاضي شهبة كراسة في ست الشام ومناقبها.
ومما يذكره عنها أبو شامة المقدسي في ذيل الروضتين مايلي: (قال أبو المظفر سبط ابن الجوزي: كانت سيدة الخواتين، عاقلة، كثيرة البر والإحسان والصدقات وكان يعمل في دارها من الأشربة والمعاجين والعقاقير في كل سنة بألوف الدنانير) مما يجعلنا نقول أنها كانت جديرة بلقب ست الشام.
كانت ست الشام الجندي المجهول الذي قام على إعمار المدارس والاهتمام بالأدب والأدباء كما بذلت جهوداً كبيرة لتحفيظ القرآن الكريم ولعل أفضل ما تركته بناء مدرستين كبيرتين هما المدرسة الشامية الجوانية والمدرسة الشامية البرانية وجلبت لهما أحسن المدرسين وجعلتها للفقهاء والمتفقهين من أصحاب الإمام الشافعي فكانت بمثابة جامعة من جامعات ذلك العصر.لقد كانت سيدة الداعيات في عصرها كما كان صلاح الدين من خيرة القادة المسلمين.
وقد ذكر ابن خلكان و عماد الدين ابن كثير، أن ست الشام أعطتنا درساً في أصول الرحمة وصلة الرحم حين أمرت ببناء تربة بجانب المدرسة لتضم رفات شقيقها الأكبر الملك المعظم شمس الدولة فخر الدين تورانشاه بن نجم الدين أيوب المتوفى في الإسكندرية بشهر صفر عام 576هـ الموافق شهر تموز 1180م.

## حادثة الكرك
سافرت ست الشام مع قافلة كبيرة برفقة ابنها محمد بن لاجين الملقب بحسام الدين لقضاء فريضة الحج حتى إذا وصلت إلى منطقة قريبة من الكرك تعرض لها أرناط – صاحب الكرك الصليبي- وحين بلغ صلاح الدين ما تعرضت له أخته خاتون وولدها والقافلة أقسم أن يقتل أرناط بيده وفعل.

## وفاتها
وفي يوم الجمعة الموافق للسادس عشر من ذي القعدة سنة 616هـ توفيت ست الشام بدمشق بدارها المقابلة للبيمارستان النوري بجنازة رهيبة تحدثت عنها الركبان فقد سار الناس وراء نعشها بالآلاف وهم يرددون الأدعية لها حيث دفنت فوق ولدها حسام الدين في المدرسة الحسامية.ويقال بأن جنازتها كانت فريدة إذ لم تشيع امرأة قبلها بمثل ما شُيعت به خاتون ست الشام.